# Hamad Masauni
Hamad Yussuf Masauni (* 3. Oktober 1973) ist ein tansanischer Politiker. Er ist Mitglied der Partei Chama Cha Mapinduzi (CCM), Parlamentsmitglied und seit 2022 Innenminister.

## Leben

### Ausbildung
Hamad Masauni besuchte Volksschule und weiterführende Schule in Sansibar, danach erwarb er ein Zertifikat in Fahrzeugtechnik am Karume-Institut für Wissenschaft und Technologie, ebenfalls in Sansibar. Von 1996 bis 1997 studierte er Elektrotechnik und Elektronik am Stamford College in Malaysia. Anschließend erwarb er bis 2000 den Titel Bachelor an der Northumbria University im Vereinigten Königreich. Sein Master-Studium machte er an der City University in London.

### Beruf
Von 2003 bis 2009 arbeitete er als leitender Ingenieur bei verschiedenen Projekten im Ministerium für Energie und Mineralien, von 2006 bis 2009 war er auch Mitglied im Ausschuss zur Formulierung der nationalen Nukleartechnologiepolitik von Tansania. Von 2010 bis 2014 war er Mitglied des Verwaltungsrates der Firma Puma Energy Tanzania.

## Politik
Hamad Masauni trat im Jahr 2007 der Partei Chama Cha Mapinduzi bei, von 2008 bis 2010 war er Vorsitzender deren Jugendorganisation. Seit der Wahl 2010 ist er Parlamentsmitglied. Im Jahr 2016 bestellte ihn Präsident John Magufuli zum Stellvertreter des Innenministers. Im Jahr 2021 wurde er zuerst Stellvertreter des Finanzministers, bevor ihn Präsidentin Samia Suluhu Hassan 2022 zum Innenminister ernannte. Im Juni 2023 setzte er eine Kommission zur Bearbeitung öffentlicher Beschwerden gegen die Polizei ein. Grund waren öffentliche Anschuldigungen wegen übermäßiger Gewaltanwendung von Häftlingen durch Polizisten und Gefängniswärter.